# LT&SR Milk Van 6
Die gedeckten Güterwagen nach Musterblatt 6 zum Transport von Milch (im Englischen mit Milk Van bezeichnet) der britischen London, Tilbury and Southend Railway (LT&SR) wurden 1908  gebaut.

## Geschichte
Die Bauern lieferten in Großbritannien früher die Milch in Milchkannen am nächstgelegenen Bahnhof an. Um eine Kreuzkontamination  während des Umfüllens in einen anderen Behälter zu vermeiden, wurde die unverarbeitete Milch direkt in den von den Bauern angelieferten Kannen weitertransportiert.
Für den Transport der Milchkannen ließ die LT&SR 1908 bei der Cravens Railway Carriage and Wagon Company zwei dreiachsige Güterwagen bauen. Die beiden Wagen waren mit Westinghouse-Bremsen ausgerüstet und hatten ein Fassungsvermögen von 90 Milchkannen, die beidseitig über je drei Schiebetüren geladen werden konnten. Diese Wagen wurden in der Regel an Personenzüge angehängt, um die Milch in möglichst kurzer Zeit vom Landwirt zur Milchverarbeitungsanlage transportieren zu können.
Mit der Übernahme der LT&SR durch die Midland Railway (MR) 1912 gingen die Wagen an die MR über.